# Koubnia
La rivière Koubnia (en russe : Кубня ; en tchouvache : Кĕтне ; en tatar cyrillique : Гөбенә, latin : Göbenä) est un cours d'eau de Tchouvachie et du Tatarstan, en Russie, et un affluent gauche de la Sviaga, dans le bassin hydrographique de la Volga.

## Géographie
La Koubnia est longue de 176 km, dont 121 au Tatarstan. Elle draine un bassin versant de 2 480 km2. Elle prend sa source en Tchouvachie et se jette dans la Sviaga à 4 km au sud de Bouroundouki.

## Affluents
Le principal affluent de la Koubnia est la rivière Ourioum. Sa minéralisation atteint 500-800 mg/l. La sédimentation moyenne s'élève à 92 mm par an à l'embouchure.